# Adam Park
 (juin 2012).
Si vous disposez d'ouvrages ou d'articles de référence ou si vous connaissez des sites web de qualité traitant du thème abordé ici, merci de compléter l'article en donnant les références utiles à sa vérifiabilité et en les liant à la section « Notes et références ».
 (avril 2018).
Pour les articles homonymes, voir Park.
Adam Park est un personnage de fiction de l'univers Power Rangers, apparu pour la première fois dans Power Rangers : Mighty Morphin.

## Biographie fictive

### Power Rangers: Mighty Morphin
Adam Park fait sa première apparition dans l'épisode La Guerre des ninja, 1re partie de la saison 2, en compagnie de Rocky DeSantos et d'Aisha Campbell. Dans cet épisode, il sauve le fils du professeur de Stone Canyon, Hank Anderson. Par la suite, il remplace le Ranger noir Zack Taylor . Zack lui confie les pouvoirs  du médaillon Mastodon, le Mastodon Dinozord et le Lion Tonerrezord. Plus tard, il perd ses pouvoirs avec ses amis dans la saison 3 car Rito Revolto, le frère de Rita Repulsa, détruit leurs Zords et même leurs pouvoirs. Ils doivent se rendre chez Ninjor, le guerrier robot ninja et créateur des médaillons. Ninjor qui leur donnent les pouvoirs du Ninjazord Grenouille et le médaillon du Grenouille Ninja.

### Power Rangers: Zeo
À la suite de la destruction du centre de commandes, Adam et le groupe découvre un sous-sol dans les ruines du bâtiments. En entendant la voix d'Alpha 5, les Power Rangers découvre un vortex qui mène à un nouveau centre des commandes. Avec les Zéo-cristaux découvert par Tommy, Adam reçoit les pouvoirs du Zeo Ranger Vert et le Zeo Zor IV du taureau.

### Power Rangers: Turbo
Quand la pirate de l'espace Divatox menace de réveiller un monstre puissant nommé Maligore pour l'épouser, Adam, de même que les autres Rangers, a accepté de nouveaux pouvoirs et devient le Turbo Ranger Vert, et le Thunder Zord Turbo.
Après avoir obtenu son diplôme au Angel Grove High School, il est devenu un cascadeur célèbre. Dans l'épisode Passons le flambeau, il a choisi Carlos Vallerte, l'un des joueurs des entraîneurs de football de l'équipe d'Adam, pour prendre sa place en tant que Ranger Vert Turbo.

### Power Rangers: Dans l'espace
Adam revient quand Carlos Varlete, désormais Ranger noir de l'espace, souffre d'une crise de confiance. En effet, il doute énormément après une erreur qui a engendré de graves blessures à sa coéquipière Cassie Chan, le Ranger rose. Adam aide alors Carlos à récupérer sa confiance. Il l'entraîne de manière intense et lui apprend à compter sur ses instincts plutôt que sur sa vision lors d'un combat.
Adam possède le médaillon Mastodonte du Ranger noir, bien qu'il ait été endommagés par Rito Revolto (dans Mighty Morphin Power Rangers). Alpha 6 a averti Adam qu'il ne faut pas l'utiliser comme le transmuteur endommagé pourrait le tuer. Malgré cet avertissement, Adam se transforme en Power Ranger noir une fois de plus pour aider Carlos dans sa lutte contre LizWizard. Adam l'affronte mais son transmutateur manque de le tuer. Il survit malgré tout et décide de ne plus tenter de se transmuter à nouveau.

### Power Rangers: Super Megaforce
Pendant les dernières minutes de l'épisode "La bataille Légendaire", Adam (en tant que le Zeo Ranger Vert) participe à la bataille lors de l'assaut final de l'Armada.